# Cover Flow
Cover Flow est un composant d'interface graphique tridimensionnelle servant à naviguer dans une bibliothèque (de musique, d'image...) via des représentations graphiques signifiantes (pochettes d'albums, image réduite...). Celle-ci a été créée par Andrew Coulter Enright et Jonathan del Strother, un développeur indépendant.

## Histoire
Cover Flow a été acheté par Apple et intégré à la version 7.0 d'iTunes, présentée lors d'un Apple Event le 12 septembre 2006. Le logiciel développé par Jonathan del Strother, qui était disponible gratuitement, peut encore être téléchargé sur le site MacUpdate.
Le 9 janvier 2007, Apple annonce que l'iPhone va intégrer l'interface Cover Flow. Le 11 juin, lors du discours d'ouverture de la conférence des développeurs (WWDC), Steve Jobs annonce ensuite l'intégration de l'interface Cover Flow dans le nouveau système d'exploitation d'Apple, Mac OS X Leopard.
Les nouveaux iPods dévoilés le 5 septembre, le nano de troisième génération, le modèle standard dit classic et le nouvel iPod touch, disposent tous de l'interface Cover Flow afin de naviguer parmi les pochettes d'album.
À partir de sa version 4.0, le navigateur Internet d'Apple, Safari, a intégré Cover Flow pour la visualisation de l'historique de navigation
L'iPhone, dans son application « iPod », permet de voir les jaquettes des albums lorsqu'on tient le téléphone horizontalement, et de les feuilleter pour passer d'un album à un autre.
Cover Flow est supprimé d'iTunes 11 en 2012 et de iOS 8 en 2014.
En 2018, Apple décide d'abandonner complètement l'interface Cover Flow du Finder avec macOS Mojave et le remplace par le Gallery View.